# Інезія тонкодзьоба
Іне́зія тонкодзьоба (Inezia tenuirostris) — вид горобцеподібних птахів родини тиранових (Tyrannidae). Мешкає в Колумбії і Венесуелі.

## Опис
Довжина птаха становить 9 см, вага 5-6 г. Тім'я і верхня частина тіла сірувато-оливкові. Над очима білі "брови". навколо очей білі кільця. Дзьоб тонкий і гострий.

## Поширення і екологія
Тонкодзьобі інезії мешкають на півночі Колумбії і на північному заході Венесуели. Вони живуть в сухих саванах, тропічних лісах і чагарникових заростях на висоті до 800 м над рівнем моря.